# JetAlliance Vostok

Jetalliance Vostok ou Jetalliance East (en russe Джеталлианс Восток), anciennement appelée Aeroflot Plus, est une compagnie aérienne russe de vol charter. JetAlliance East est une coentreprise (JSC) entre Aeroflot et Jetalliance (en).